# El Temporal Cinco
El Temporal Cinco är en ort i Mexiko.   Den ligger i kommunen Hopelchén och delstaten Campeche, i den östra delen av landet, 1 000 km öster om huvudstaden Mexico City. El Temporal Cinco ligger 135 meter över havet och antalet invånare är 224.
Terrängen runt El Temporal Cinco är platt, och sluttar norrut. Runt El Temporal Cinco är det mycket glesbefolkat, med 2 invånare per kvadratkilometer. Närmaste större samhälle är Dzibalchen, 8,3 km söder om El Temporal Cinco. I omgivningarna runt El Temporal Cinco växer i huvudsak städsegrön lövskog.